# NGC 2298
NGC 2298 je kuglasti skup  u zviježđu Krmi. 

## Vanjske poveznice
- SEDS: NGC 2298